# Équipe de Slovaquie féminine de volley-ball
Léquipe de Slovaquie féminine de volley-ball est composée des meilleures joueuses slovaques sélectionnées par la Fédération slovaque de volley-ball (Slovenská Volejbalová Federácia, SVF). Elle est actuellement classée au 33e rang de la Fédération internationale de volley-ball au 10 juillet 2022.

## Sélection actuelle
Sélection pour les Qualifications aux championnats d'Europe de 2011.

Entraîneur : Miroslav Čada  ; entraîneur-adjoint : Stanislav Vartovník 

## Palmarès et parcours

### Palmarès
Néant

### Parcours

#### Championnats d'Europe
| - 1993 : non qualifiée - 1995 : non qualifiée - 1997 : non qualifiée - 1999 : non qualifiée - 2001 : non qualifiée - 2003 : 12e - 2005 : non qualifiée - 2007 : 13e - 2009 : 13e - 2011 : non qualifiée |